# クレア・コーレット
クレア・マーガレット・コーレット (Claire Margaret Corlett, 1999年7月9日 -) は、カナダの女優。

## 経歴
クレアコレットは10歳の頃から声優に始まり、マイリトルポニー〜トモダチは魔法〜のスウィーティーベル声を演じハンゴルロよく知られており、2012年には、スマートクッキースという映画に出てきた。

## 出演作品
- マイリトルポニー〜トモダチは魔法〜 - スウィーティーベル
  - マイリトルポニー: エクエストリア・ガールズ
- ダイナソートレイン - タイニー
- ボブとはたらくブーブーズ - ディージー
- 私、能力は平均値でって言ったよね!
- マイリトルポニー: ポニーライフ